# سانتآرانجلو تریمونته
سانتآرانجلو تریمونته (به ایتالیایی: Sant'Arcangelo Trimonte) یک کومونه در ایتالیا است که در استان بنونتو واقع شده‌است. سانتآرانجلو تریمونته ۹٫۸ کیلومتر مربع مساحت و ۶۴۰ نفر جمعیت دارد.